# Okraj
Okraj je upravno-teritorialna enota v nekaterih državah. 
V Jugoslaviji je bil  okraj (hrvaško: kotar, srbsko: srez) širša teritorialno-politična enota, ki je povezovala več občin. V Sloveniji so bili okraji ukinjeni leta 1965.